# Work Bitch
Work Bitch är en låt med den amerikanska sångerskan Britney Spears. Låten finns med på albumet Britney Jean och är skriven av will.i.am, Otto Knows, Sebastian Ingrosso, Anthony Preston, Ruth-Anne Cunningham och Britney Spears.
Låten hade premiär på iHeartRadio den 15 september 2013 och släpptes digitalt följande dag. Musikvideon regisserades av Ben Mor och spelades in i Malibu.